# Copelatus glyphicus
Copelatus glyphicus är en skalbaggsart som först beskrevs av Thomas Say 1823.  Copelatus glyphicus ingår i släktet Copelatus och familjen dykare. Inga underarter finns listade i Catalogue of Life.

## Bildgalleri

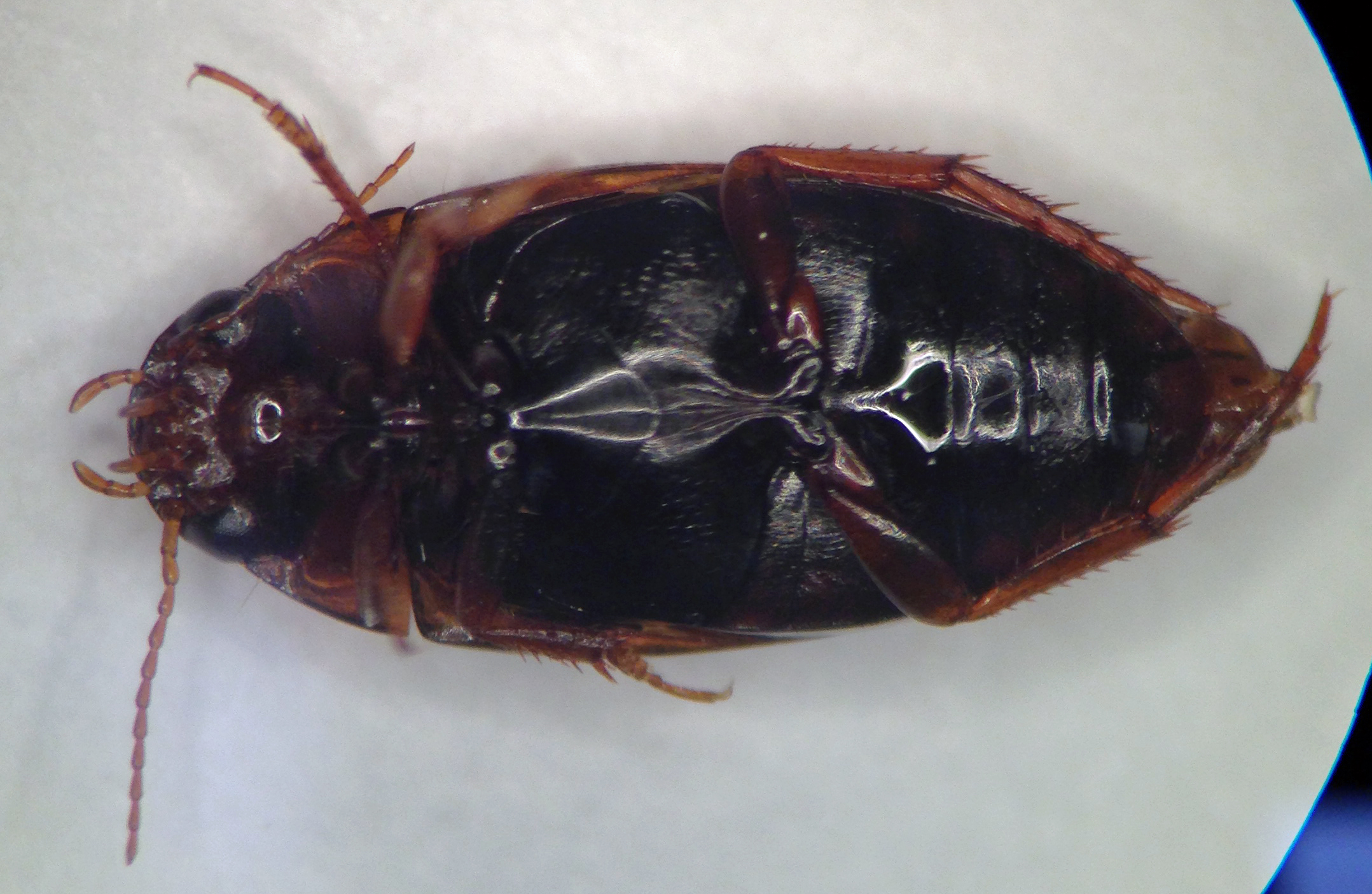